# نادرآباد روتک
نادرآباد روتک، روستایی مرزی  از توابع دهستان بیلری بخش پشتکوه شهرستان خاش در استان سیستان و بلوچستان ایران است.